# Iñigo Vélez
Iñigo Vélez de Mendizabal Fernandez de Garaialde (Vitoria, 15 marzo 1982) è un allenatore di calcio ed ex calciatore spagnolo, di ruolo attaccante.